# Hypnales
Hypnales, biljni red iz razreda Bryopsida kojem se pripisuje preko 4000 vrsta i veliki broj porodica. Javljaju se u najrazličitijim biotopima širom svijeta, uključujući i Arktik i Antarktiku, a mnoge vrste nisu izbirljive u pitanju staništa i podloge na kojem rastu. 
Najstariji fosili poznati su iz tercijara. 

## Etimologija
Izraz Hypnales potječe od grčke riječi "hypnos", što znači spavanje. Ovo ime simbolizira meku izraslinu mahovine poput jastučića. 

## Opis
“Pernate mahovine” (Hypnales) su skupina briofita poznatih po svom bujnom, pernatom izgledu. Ove nevaskularne biljke igraju ključnu ulogu u ekosustavima, osiguravajući stanište, poboljšavajući zdravlje tla i doprinoseći ciklusu ugljika. “Pernate mahovine” se sastoje od više rodova i vrsta pronađenih u različitim staništima. Često prekrivajući šumsko tlo i pojavljujući se na stijenama, trulom drvu i vlažnom tlu, značajno pridonose ljepoti i bioraznolikosti svog okoliša.

### Fizičke karakteristike
Pernate mahovine pokazuju niz fizičkih osobina koje povećavaju njihovu privlačnost i pomažu im da napreduju u različitim okruženjima. Obično imaju sljedeće karakteristike:
- Lancetasti listovi: Ovi igličasti listovi rastu u spiralnom rasporedu oko stabljike.
- Meka tekstura: ukupni mekan i gust izgled daje pernatim mahovinama plišani osjećaj.
- Varijacije boja: Iako su pretežno zelene, neke vrste mogu imati nijanse žute, smeđe ili čak crvenkaste nijanse, ovisno o vlazi i svjetlosnim uvjetima.[3]

### Prepoznatljive osobine
- Obrazac rasta: Pernate mahovine često rastu u gustim prostirkama, stvarajući upečatljiv izgled na šumskom tlu.
- Granasta struktura: Stabljike često pokazuju razgranatu strukturu, nalik na sićušna pera ili grane minijaturnog drveća.
- Kapsule: sporofiti obično formiraju izdužene kapsule na vrhovima stabljika, što može pomoći u razlikovanju vrsta.[3]

## Ekološki značaj
“Pernate mahovine” igraju ključnu ulogu u održavanju zdravlja ekosustava. Nude brojne ekološke prednosti, uključujući zadržavanje vode: mahovine zadržavaju vlagu, pomažući u reguliranju ciklusa vode unutar ekosustava; osiguravanje staništa: stvaraju životne sredine za male organizme, uključujući insekte i mikroorganizme; poboljšanje tla: Sporo raspadanje mahovina doprinosi organskoj tvari tlu, obogaćujući ga tijekom vremena.

## Staništa
“Pernate mahovine” uspijevaju u različitim klimatskim uvjetima, iako uglavnom vole zasjenjena područja s visokom vlagom. Cvjetaju na vlažnom, kiselom tlu, često se nalaze u umjerenim i borealnim šumama. Kombinacija niskih temperatura i konstantne vlage omogućuje ovim elegantnim biljkama da se učvrste i učinkovito rastu.

## Rast i razmnožavanje
“Pernate mahovine” razmnožavaju se putem spora proizvedenih u specijaliziranim strukturama koje se nazivaju sporofiti. Proces počinje tako što zreli sporofit ispušta spore u vjetar. Kada su uvjeti pogodni, te spore klijaju, razvijajući se u nove gametofite. Pernate mahovine također se mogu razmnožavati aseksualno putem fragmentacije, gdje se komadići mahovine odlome i nastanjuju na novim mjestima.

## Rasprostranjenost
Hypnales mahovine široko su rasprostranjene diljem svijeta. Obično se nalaze u umjerenim regijama, posebno u Sjevernoj Americi, Europi i Aziji. Njihova prilagodljivost omogućuje im da uspijevaju na različitim lokacijama, od sjenovitih šuma do kamenjara i tresetnih močvara, što ih čini globalno značajnim članom porodice mahovina.

## Uobičajeni štetnici i bolesti
“Pernate mahovine” općenito su otporne biljke, ali mogu se suočiti s izazovima štetnika i bolesti. Uobičajene prijetnje uključuju: Gljivične infekcije: Razne gljivice mogu utjecati na mahovine, uzrokujući truljenje ili promjenu boje. Insekti biljojedi: Neki se kukci mogu hraniti nježnim lišćem, što dovodi do smanjenog rasta.

## Ljudska upotreba
Povijesno su se koristili za vrtlarstvo. Omiljene su u dizajnu krajobraza, jer osiguravaju pokrivač tla i zadržavanje vlage.

## Status zaštite
Dok su mnoge vrste pernatih mahovina široko rasprostranjene i obilne, gubitak staništa i klimatske promjene predstavljaju prijetnju njihovoj populaciji. Neke specifične vrste mogle bi se suočiti s padom zbog krčenja šuma i urbanizacije. Napori za očuvanje bitni su za zaštitu njihovih staništa i promicanje zdravlja šumskih ekosustava.

## Zanimljive činjenice
Pernate mahovine mogu apsorbirati značajne količine zagađivača iz zraka, pomažući u čišćenju okoliša. Mogu preživjeti u ekstremnim uvjetima, kao što su suše, ulaskom u stanje mirovanja i oživljavanjem kada se vlaga vrati.

## Porodice
- Rutenbergiaceae M. Fleisch.
- Trachylomataceae W. R. Buck & Vitt
- Rhizofabroniaceae Huttunen, Ignatov, D.Quandt & Hedenäs.
- Fontinalaceae Schimp.
- Climaciaceae Kindb.
- Amblystegiaceae G. Roth
- Calliergonaceae Vanderpoorten, Hedenäs, C. J. Cox & A. J. Shaw.
- Helodiaceae Ochyra
- Leskeaceae Schimp.
- Thuidiaceae Schimp.
- Regmatodontaceae Broth.
- Hydropogonellaceae B.H. Allen
- Stereophyllaceae W. R. Buck & Ireland
- Brachytheciaceae G. Roth.
- Meteoriaceae Kindb.
- Myriniaceae Schimp.
- Fabroniaceae Schimp.
- Stereodontaceae Hedenäs, Schlesak & D. Quandt
- Pylaisiaceae Schimp.
- Heterocladiellaceae Ignatov & Fedosov.
- Hypnaceae Schimp.
- Catagoniaceae W. R. Buck & Ireland
- Pterigynandraceae Schimp.
- Hylocomiaceae M. Fleisch.
- Rhytidiaceae Broth.
- Symphyodontaceae M. Fleisch.
- Plagiotheciaceae M. Fleisch.
- Entodontaceae Kindb.
- Pylaisiadelphaceae Goffinet & W. R. Buck
- Sematophyllaceae Broth.
- Cryphaeaceae Schimp.
- Prionodontaceae Broth.
- Leucodontaceae Schimp.
- Pterobryaceae Kindb.
- Phyllogoniaceae Kindb.
- Lepyrodontaceae Broth.
- Neckeraceae Schimp.
- Orthostichellaceae Enroth, Huttunen, Tangney, M. Stech & D. Quandt
- Echinodiaceae Broth.
- Leptodontaceae Schimp.
- Lembophyllaceae Broth.
- Myuriaceae M. Fleisch.
- Anomodontaceae Kindb.
- Miyabeaceae Enroth, S. Olsson, Buchbender, Hedenäs, Huttunen & D. Quandt
- Theliaceae M. Fleisch.
- Microtheciellaceae H. A. Mill. & A. J. Harr.
- Sorapillaceae M. Fleisch.